# Caudan

Caudan este o comună în departamentul Morbihan, Franța. În 2009 avea o populație de 6948 de locuitori.